# Adilja Wyldanowa
Adilja Ramilqysy Wyldanowa (kasachisch Адиля Рамилқызы Вылданова Adilia Ramilqyzy Vyldanova; * 19. März 1994 in Semei) ist eine kasachische Fußballspielerin.

## Karriere

### Verein
Wyldanowa begann ihre Karriere 2012 beim kasachischen Erstligisten BIIK Kazygurt. 2019 wurde sie Torschützenkönigin der kasachischen Meisterschaft. Seit 2020 steht sie beim Oqschetpes Kökschetau unter Vertrag.

### Nationalmannschaft
Wyldanowa spielt seit 2011  für die kasachischen Nationalmannschaft. Sie nahm an Qualifikationsspielen zur FIFA‑y-auen-Weltmeisterschaft 2019 und zur UEFA-Frauen-Europameisterschaft 2022 teil.